# Thomas Solignac
 (mai 2023).
L'article doit être relu — et modifié si nécessaire — par des contributeurs indépendants pour apporter un regard critique aux contributions effectuées en violation des conditions d'utilisation de Wikipédia, tant sur la forme (notamment concernant le style encyclopédique, la proportionnalité) que sur le fond (la neutralité de point de vue, la qualité et l'indépendance des sources).
Thomas Solignac est un entrepreneur français, né en 1992.

## Biographie

### Formation
Pendant ses études d'ingénierie logicielle à l'Epitech, il mène des études de philosophie à Paris X, intègre le laboratoire d'intelligence artificielle de l'Epitech, et commence à enseigner la programmation, l'Intelligence Artificielle et le management de l'innovation.

### Travaux
Durant ses études, il travaille également plusieurs années à la création d'une technologie d'intelligence artificielle destinée à la compréhension automatique du langage (NLP / NLU) multilingue, basée sur la linguistique et le raisonnement. Thomas Solignac revendique une alternative au deep-learning, inspirée par les travaux du linguiste américain Noam Chomsky et par l'approche symbolique de l'Intelligence Artificielle.

### Carrière
À partir de ces travaux, il crée en 2016 la société Golem.ai avec 3 associés, s'intéressant aux applications de l'IA de compréhension du langage pour les entreprises. La société lève 1,3 million d'euros et lance sa commercialisation en 2018, puis commence à travailler avec le ministère des armées un an plus tard. En 2021, la société qui compte 30 collaborateurs, lève 5 millions d'euros.
Il crée en 2018 le meetup parisien mensuel AI & society, qui propose des conférences au croisement d'une lecture technologique, business et sociétale de l'IA,.

## Publication
- L'intelligence artificielle en 50 notions clés pour les nuls, Éditions First, 2024, 312 p.  (ISBN 978-2412094969), lire en ligne